# قانون الوقاية من العنف الأسري والخدمات ذات الصلة
إن قانون الوقاية من العنف الأسري والخدمات ذات الصلة (FVPSA) هو قانون أمريكي، صُدِّق عليه للمرة الأولى كجزء من تعديلات قانون إساءة معاملة الأطفال لعام 1984 (PL 98–457). ويقدم هذا القانون التمويل لمساعدة ضحايا العنف الأسري ومَن يعولونهم من أطفال عن طريق تقديم المأوى لهم وغير ذلك من المساعدات ذات الصلة، وتقديم برامج للوقاية من العنف، وتطوير الكيفية التي تتعاون بها الجهات الخدمية في المجتمعات.
- يقدم الخط الساخن القومي لحالات العنف الأسري (وهو خط مجاني متاح على مدار 24 ساعة يوميًا، ويتمتع بالسرية) الدعم والمعلومات وخدمات الإحالة، وتخطيط السلامة والمساعدة النفسية في الأزمات بأكثر من 170 لغة لمئات الآلاف من ضحايا العنف الأسري كل عام.
- يهدف برنامج تطوير الوقاية من العنف الأسري وقيادتها عن طريق التحالفات (DELTA) إلى تعليم الناس سبل حماية أنفسهم من العنف.
- تقديم المنح بالنسب: تساعد هذه الأموال الولايات، والأقاليم، والقبائل على إقامة برامج تعمل على مساعدة الضحايا والوقاية من العنف الأسري، ودعم هذه البرامج. وتتحدد هذه الأموال بنسبة تعتمد جزئيًا على السكان. وتوزع الولايات، والأقاليم، والقبائل هذه الأموال على الآلاف من برامج العنف الأسري وإيواء ضحاياه.[1][2]

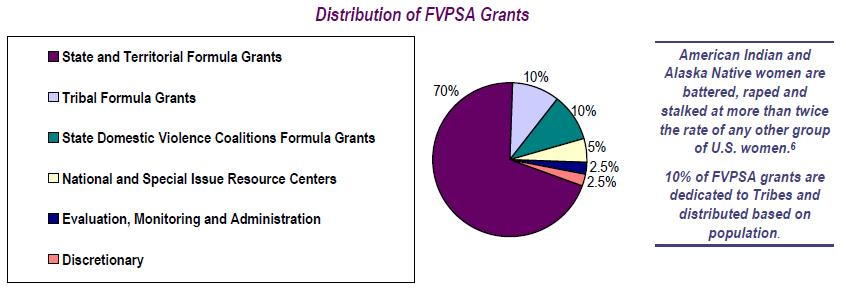
المِنح المُقدَمة بموجب قانون الوقاية من العنف الأسري والخدمات ذات الصلة (FVPSA)